# Vojenský fond solidarity
Vojenský fond solidarity je finanční charitativní veřejná sbírka ve prospěch vojáků, jejich rodinných příslušníků nebo pozůstalých po vojácích.

## Vznik
V důsledku sebevražedného bombového útoku v Qalandar Khil zemřelo v červenci 2014 poblíž afghánské vojenské základny Bagrám pět vojáků na zahraniční misi Armády České republiky. Vojáci ze 41. mechanizovaného praporu ze Žatce a 43. výsadkového praporu z Chrudimi, jejichž kolegové v Afghánistánu padli, vyhlásili veřejnou sbírku, kterou pomohla zřídit Charita Česká republika. Během prvního týdne sbírky se vybral milión korun, za měsíc téměř 4 milióny, za rok se na účet sbírky podařilo získat 5,2 miliónu korun.
Tragédie pěti českých vojáků byla katalyzátorem vzniku speciálního fondu, který měl zajistit pomoc zraněným vojákům a rodinám padlých nad rámec jednorázového odškodného. Podle náčelníka generálního štábu Petra Pavla měl fond poskytnout pomoc vojákům a jejich nejbližším i v jiných těžkých životních situacích. Překážkou pro dřívější zřízení fondu bylo legislativní omezení znemožňující armádě i ministerstvu obrany zřizovat fondy či pořádat veřejné sbírky.
Vojenský fond solidarity vznikl v 9. března 2015 jako společný projekt Ministerstva obrany České republiky a Charity Česká republika. Byl vyústěním předešlé spolupráce při získávání finančních prostředků formou sbírky vyjadřující solidaritu široké veřejnosti s vojáky a jejich rodinami při řešení mimořádných negativních životních situací. Ministerstvo obrany zajišťuje propagaci fondu a účelné a spravedlivé rozdělení výtěžku sbírky mezi skutečně potřebné osoby, Charita ČR shromažďování prostředků a vedení účtu fondu. Fond nemá právní subjektivitu a nemá žádný majetek.

## Poslání a možnosti podpory
Fond poskytuje okamžitou pomoc vojákům a jejich blízkým, kteří se bez vlastního zavinění ocitli v těžké životní situaci. Pomoc je určena vojákům Armády České republiky, Vojenské policie, Vojenského zpravodajství, Hradní stráže a Vojenské kanceláře prezidenta republiky. Z fondu lze podporovat kvalitu života dětí vojáků, kteří ve službě zahynuli či utrpěli zranění s trvalými následky, pomáhat vojákům při katastrofických událostech, které přímo souvisejí s výkonem služby, a zmírňovat negativní sociální dopady na rodiny a domácnosti vojáků, kteří se ocitli v tíživé životní situaci.
Od 9. listopadu 2023 byla cílová skupina příjemců podpory z VFS rozšířena o osoby se statusem válečného veterána a jejich osoby blízké a vojáky z povolání do 5 let od ukončení vojenské činné služby a jejich osoby blízké.
O přidělení podpory rozhoduje sedmnáctičlenný výbor fondu, jehož předsedou je od 1. ledna 2023 plukovník Ing. Robert Speychal, ředitel Odboru pro válečné veterány a válečné hroby Ministerstva obrany.

## Získávání finančních prostředků
| Rok  | Čistý výtěžek sbírky |
| ---- | -------------------- |
| 2015 | 1 512 329            |
| 2016 | 2 244 707            |
| 2017 | 2 750 059            |
| 2018 | 13 735 847           |
| 2019 | 5 594 402            |

Fond získává finanční prostředky z příspěvků od samotných vojáků, od příznivců z řad veřejnosti, od firem, státních organizací, sportovních klubů či jednotek aktivní zálohy na bankovní účet 44665522/0800 s variabilním symbolem 918. Fond pravidelně pořádá sbírku u příležitosti Dne válečných veteránů, peníze získává i z prodeje ozdob symbolizujících vlčí mák. 
Specifickými příspěvky jsou výtěžky z charitativních dražeb jako bylo např. 325 tisíc Kč v roce 2019 z dražby první pistole z limitované edice „CZ 75 Republika“ vyrobené Českou zbrojovkou či 280 tisíc Kč v roce 2020 z dražby jedinečných hodinek PRIM Orlík DLC – „Věrni zůstaneme“ vyrobených společností ELTON hodinářská.
Fond v roce 2019 navázal spolupráci s společností Mikov, která v projektu Válečný veterán každý rok uvede na trh bojový nůž, přičemž z každého prodaného nože půjde konkrétní částka do Vojenského fondu solidarity. V roce 2019 Mikov uvedl důstojnický nůž M-1917 inspirovaný osobní zbraní generála Josefa Bílého, v roce 2020 uvedl speciální edici STORM věnovanou 30. výročí operace v Perském zálivu. Obdobně připravila limitovanou edici nože M500 Anthropoid VFS společnost Acta non verba Knives (ANV) na památku českých vojáků, kteří zemřeli na zahraničních misích.
Po sebevražedném bombovém útoku v Čáríkáru v srpnu 2018, při kterém zemřeli tři vojáci mise Rozhodná podpora, vyhlásil fond mimořádnou sbírku, na kterou veřejnost zaslala během pěti dní téměř 4 milióny korun.
Každoročně pořádají  vojáci celoarmádní charitativní akce „Běh pro válečné veterány okolo republiky“.
K 31. prosinci 2024 je na účtu fondu 42 817 088 Kč.

## Poskytnutá podpora
| Rok  | Poskytnutá částka |
| ---- | ----------------- |
| 2015 | 24 000            |
| 2016 | 690 000           |
| 2017 | 321 627           |
| 2018 | 10 497 609        |
| 2019 | 649 589           |

V roce 2019 fond částkou 700 tisíc Kč podpořil 25 nezaopatřených dětí z vojenských rodin a 400 tisíc Kč rozdělil mezi šest rodin v nouzi v důsledků vážné nemoci či živelné pohromy.
V roce 2024 fond částkou 7 975 421 Kč podpořil 52 oprávněných žadatelů o finanční pomoc. I letos bylo podpořeno 22 dětí z nezaopatřených rodin , a to částkou 660 tis. Kč.